# 115 г. пр.н.е.
115 (сто и петнадесета) година преди новата ера (пр.н.е.) е година от доюлианския (Помпилийски) римски календар.

## Събития

### В Римската република
- Консули са Марк Емилий Скавър и Марк Цецилий Метел. Цензори са Луций Цецилий Метел Далматик и Гней Домиций Ахенобарб
- Преброяването проведено от цензорите установява 394 336 римски граждани.[1]
- Приет е закона Lex Aemilia sumptuaria, който е насочен срещу прекомерния лукс по време на банкети и определя количеството и качеството на предлаганата храна.[2]
- Гай Марий е обвинен в корупция по време на изборите, на които е избран за претор, но е оневинен.[3]
- Марк Скавър покорява алпийското племе карни в Северна Италия.[4]
- 5 декември – триумф на Скавър за победата над карните.[5]

### В Азия
- Тигран I става цар на Армения.

## Родени
- Марк Лициний Крас, римски политик и пълководец (умрял 53 г. пр.н.е.)
- Марк Антоний Кретик, римски политик и баща на Марк Антоний (умрял 71 г. пр.н.е.)
- Гай Вер, римски политик (умрял 43 г. пр.н.е.)

## Починали
- Публий Муций Сцевола, римски политик, юрист и понтифекс максимус (роден 180 г. пр.н.е.)
- Квинт Цецилий Метел Македоник, римски политик и пълководец
- Артавазд I, цар на Армения

Бележки: